# Nati nel 1335
| Questa pagina contiene informazioni ricavate automaticamente dalle voci biografiche con l'ausilio del template Bio e di un bot. L'aggiornamento è periodico e automatico e ricostruisce completamente la pagina. Se manca una persona in questa lista, sei pregato di non aggiungerla, ma accertati piuttosto che la sua voce biografica contenga il template Bio e che i dati anagrafici siano correttamente compilati. Se il template Bio manca, inseriscilo tu stesso o, in alternativa, metti l'avviso {{tmp\|Bio}} che ne segnala la mancanza. Se i dati riportati sono sbagliati, correggi direttamente la voce biografica; le modifiche saranno visibili in questa lista entro pochi giorni. Per chiarimenti vedi il progetto biografie. La lista contiene solo le 16 persone che sono citate nell'enciclopedia e per le quali è stato implementato correttamente il template Bio. Pagina aggiornata al 10 ago 2025. |

- 24 maggio - Margherita di Boemia, regina († 1349)
- 31 maggio - Matteo da Campione, scultore italiano († 1396)
- 14 settembre - Aldobrandino III d'Este, nobile italiano († 1361)
- 27 ottobre - Taejo di Joseon, re coreano († 1408)
- André Beauneveu, pittore, scultore e miniatore francese († 1400)
- Niccolò Cicerchia, religioso e scrittore italiano († 1376)
- Domenico Bandini, notaio e letterato italiano († 1413)
- Andrea Franchi, vescovo cattolico italiano († 1401)
- Giovanna d'Inghilterra, principessa inglese († 1348)
- Gülçiçek Hatun, ottomana († 1400)
- Ibn Rajab, giurista arabo († 1393)
- Isabella di Neuchâtel, nobile svizzera († 1395)
- Pietro degli Ubaldi, giurista italiano
- Giovanni di Prades, nobile, politico e militare spagnolo († 1414)
- Beatrice di Ginevra, nobile francese († 1392)
- Ugo di Lusignano, principe († 1386)